# Julius Zeißig
Ernst Julius Zeißig (* 29. April 1855 in Olbersdorf bei Zittau; † 18. März 1930 in Leipzig) war ein deutscher Architekt des Historismus, der insbesondere im neoromanischen und neogotischen Stil, später auch im Jugendstil baute. Bekannt wurde er durch seine Kirchenbauten.

## Werdegang

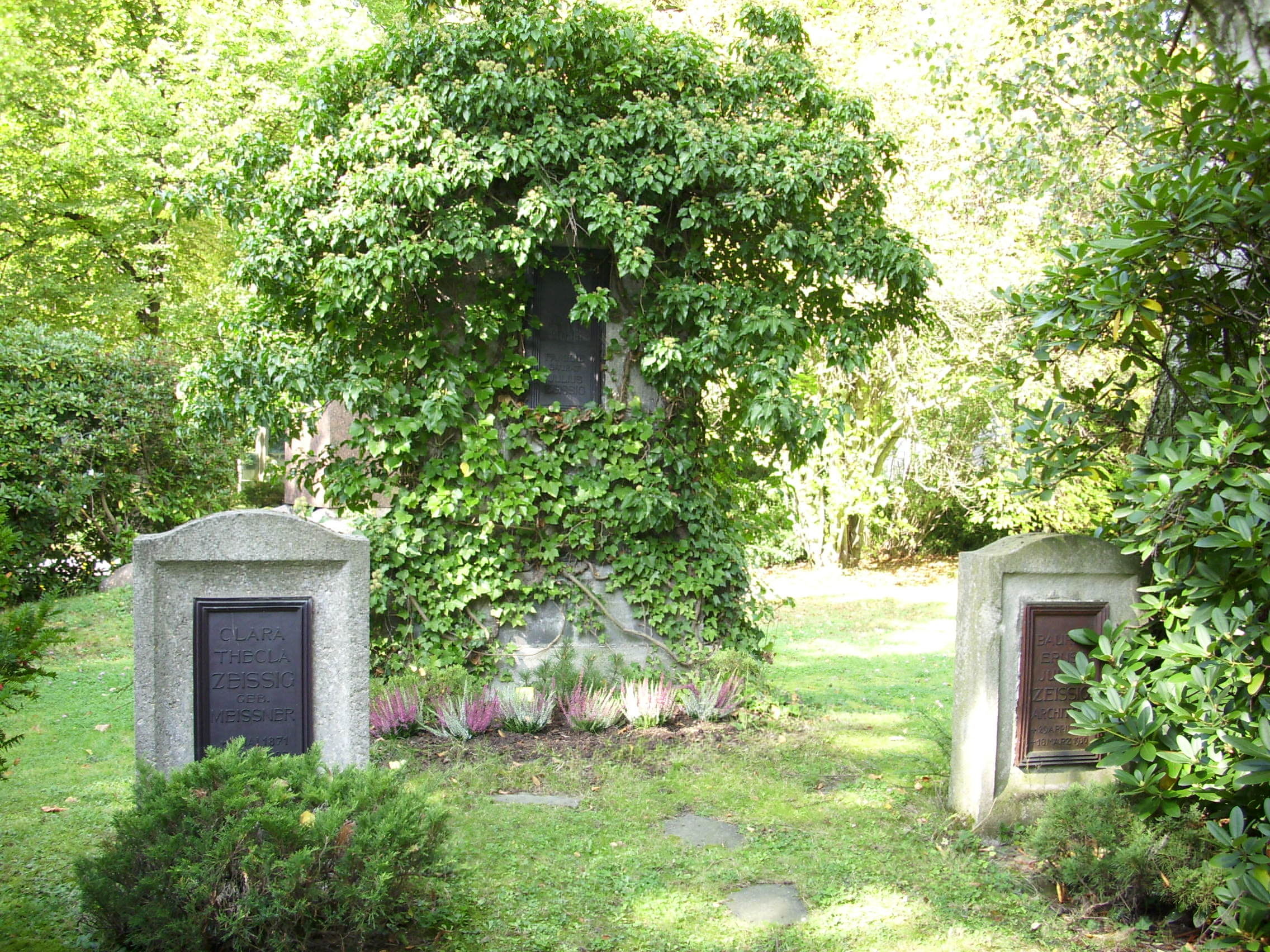
Grabstätte des Architekten Julius Zeißig auf dem Südfriedhof in Leipzig (2011)

Zeißig wurde in der Nähe von Zittau geboren und besuchte die Baugewerkeschule Zittau. Danach war er in der Wiener Baugesellschaft tätig. Es folgte eine dreijährige Ausbildung bei August Friedrich Viehweger in Leipzig und ein Architekturstudium bei Hermann Nicolai an der Dresdner Kunstakademie. 1882 ließ er sich mit einem Architekturbüro in Leipzig nieder. Er orientierte sich am Eisenacher Regulativ, griff zur Jahrhundertwende auf die Renaissance zurück und adaptierte später auch den Jugendstil. Im Auftrag des Gustav-Adolf-Vereins veröffentlichte Zeißig 1902 das Tafelwerk Muster für kleine Kirchenbauten. Auf der Grundlage dieser Veröffentlichung errichtete Zeißig verschiedene Kirchenbauten in Böhmen. Vor dem Ersten Weltkrieg setzte er sich zur Ruhe. Zeißig starb 1930 und wurde auf dem Leipziger Südfriedhof beigesetzt (in der VII. Abteilung). Auf seinem Grabstein befindet sich ein Relief seines Erstlingswerks, der Lutherkirche in Leipzig. Er war Mitglied der Leipziger Freimaurerloge Balduin zur Linde.

## Bauten (Auswahl)
- 1883–1886: Lutherkirche im Bachviertel in Leipzig[3]
- 1888–1890: Martin-Luther-Kirche in Geringswalde
- 1889–1890: Petrikirche in Dresden, Leipziger Vorstadt
- 1891–1893: Lukaskirche in Leipzig-Volkmarsdorf
- 1892–1894: Restaurierung bzw. Umbau der Matthäikirche in Leipzig
- 1892–1894: Neugestaltung des Innenraums der Petrikirche in Rochlitz
- 1893–1894: Peter-und-Paul-Kirche in Karlsbad
- 1893–1894: Diesterwegschule in Geringswalde
- 1894–1895: Martinikirche in Gera-Zwötzen
- 1894–1895: Katharinenkirche in Kreinitz
- 1896: Umgestaltung der Laurentiuskirche in Crimmitschau
- 1896: Evangelisch-Lutherische Kirche in Dörschnitz
- 1896: Evangelisch-Lutherische Michaeliskirche in Schirgiswalde
- 1896–1897: Katholisch-apostolische Kirche in Leipzig, Südvorstadt, Körnerstraße 58
- 1898–1900: Paul-Gerhardt-Kirche in Leipzig-Connewitz
- 1898–1900: Diakonissenhaus in Leipzig
- 1898: Umbau und Restaurierung der Kirche Hohen Thekla in Leipzig-Thekla[3]
- 1899–1900: Katholisch-apostolische Kirche in Leipzig-Lindenau, Endersstraße 31
- 1899–1900: Umgestaltung und Turmerhöhung der St.-Laurentius-Kirche in Markranstädt
- 1899–1901: Pauluskirche in Zwickau-Marienthal
- 1901–1902: katholische Pfarrkirche Herz Jesu in Plauen
- 1901–1902: Evangelisch-Lutherische Kirche in Wilthen (unter Denkmalschutz)
- 1902: Villa für Anton Mädler in Leipzig-Leutzsch, Hans-Driesch-Straße 2 (unter Denkmalschutz)
- 1902–1903: Dorfkirche in Schlagwitz
- 1902–1906: Pauluskirche in Aussig an der Elbe, Horova 12[4]
- 1903: Umbau und Restaurierung der Martin-Luther-Kirche in Gautzsch (Markkleeberg)
- 1903–1904: Erlöserkirche in Nejdek
- 1903–1904: Thomaskirche in Falkenau an der Eger
- 1904–1905: Neues Rathaus in Geringswalde
- 1904–1908: Umbau der Apostelkirche in Leipzig-Großzschocher
- 1906 evangelische Kirche in Chodau
- 1906: Erweiterung Katharinenkirche in Großdeuben
- 1906–1907: Messhaus Zeißighaus in Leipzig, Neumarkt 18
- 1908: Martinskirche in Großweitzschen
- 1907–1911: Christuskirche in São Leopoldo
- 1910–1911: Kirche in Schönberg am Kapellenberg
- 1910–1911: Stadtkirche in Lauscha
- 1911: Moritzkirche in Taucha
- 1912–1913: Evangelische Kirche Horní Blatná
- 1912–1913: Messhaus Gebrüder Freyberg in Leipzig, Petersstraße 16
- 1925–1926: Gemeindehaus der Tabor-Gemeinde in Leipzig-Kleinzschocher

Bauten von Julius Zeißig
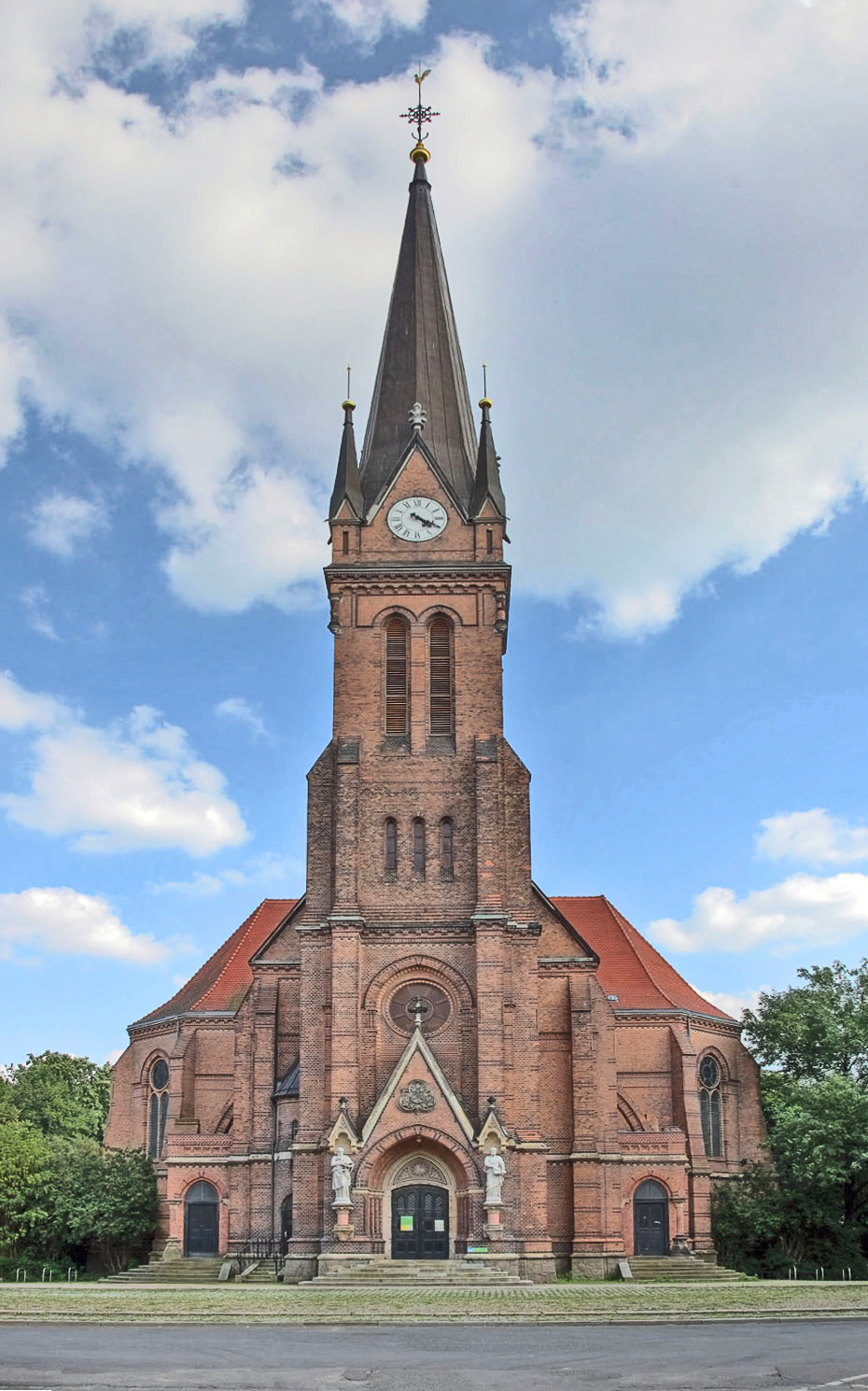
Lutherkirche in Leipzig (2009)
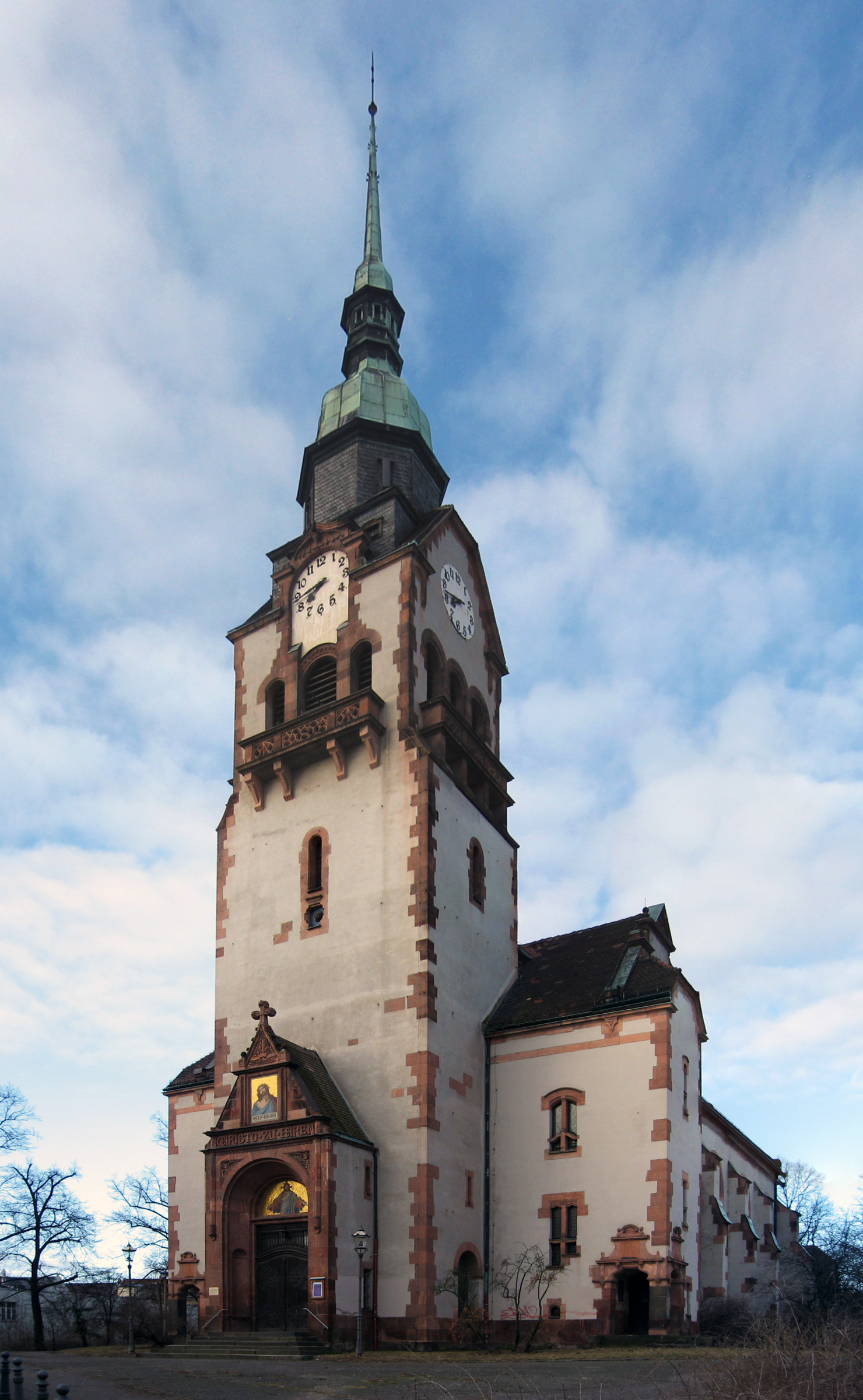
Paul-Gerhardt-Kirche in Connewitz (2010)
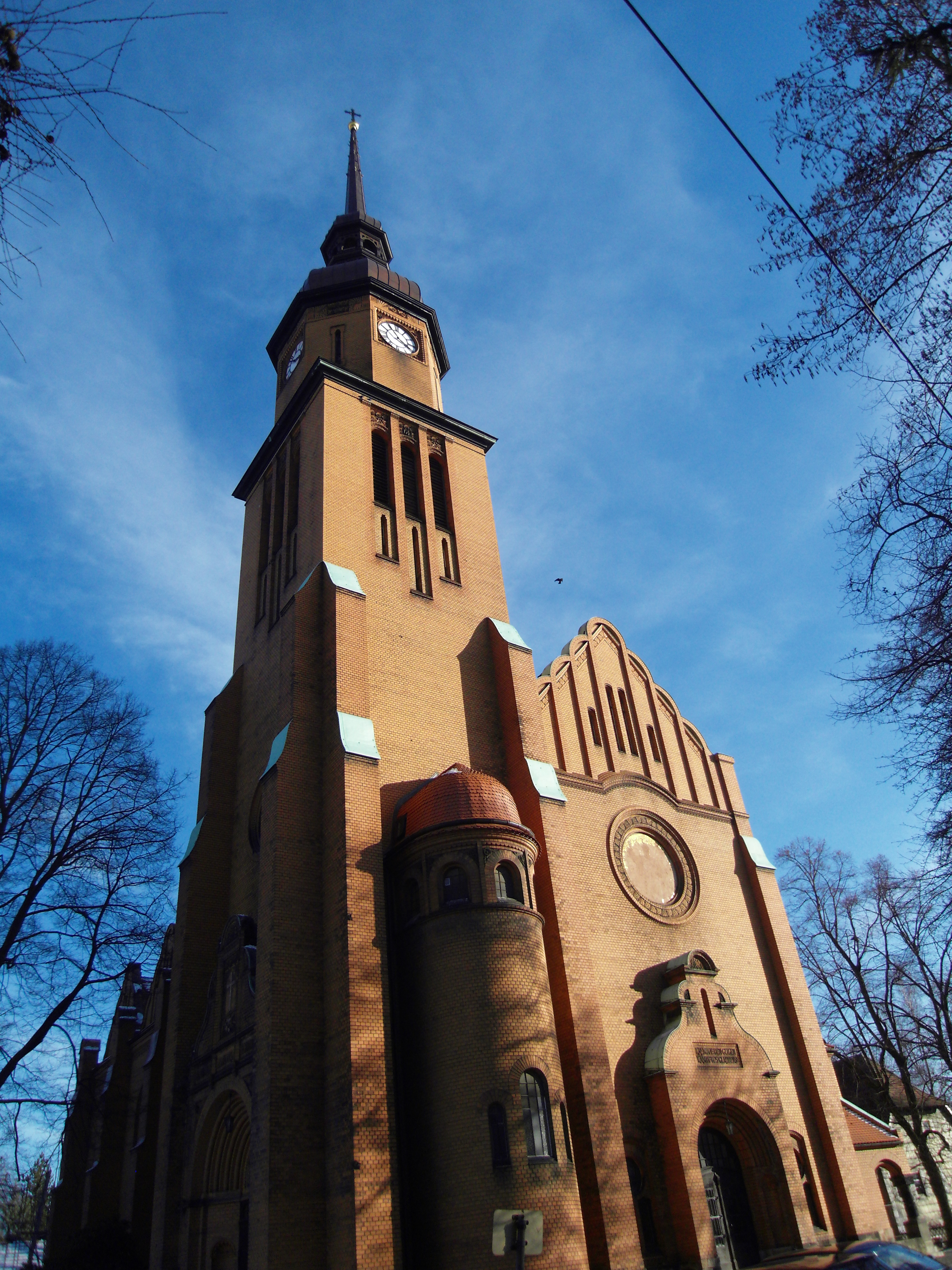
Pauluskirche in Zwickau-Marienthal (2011)
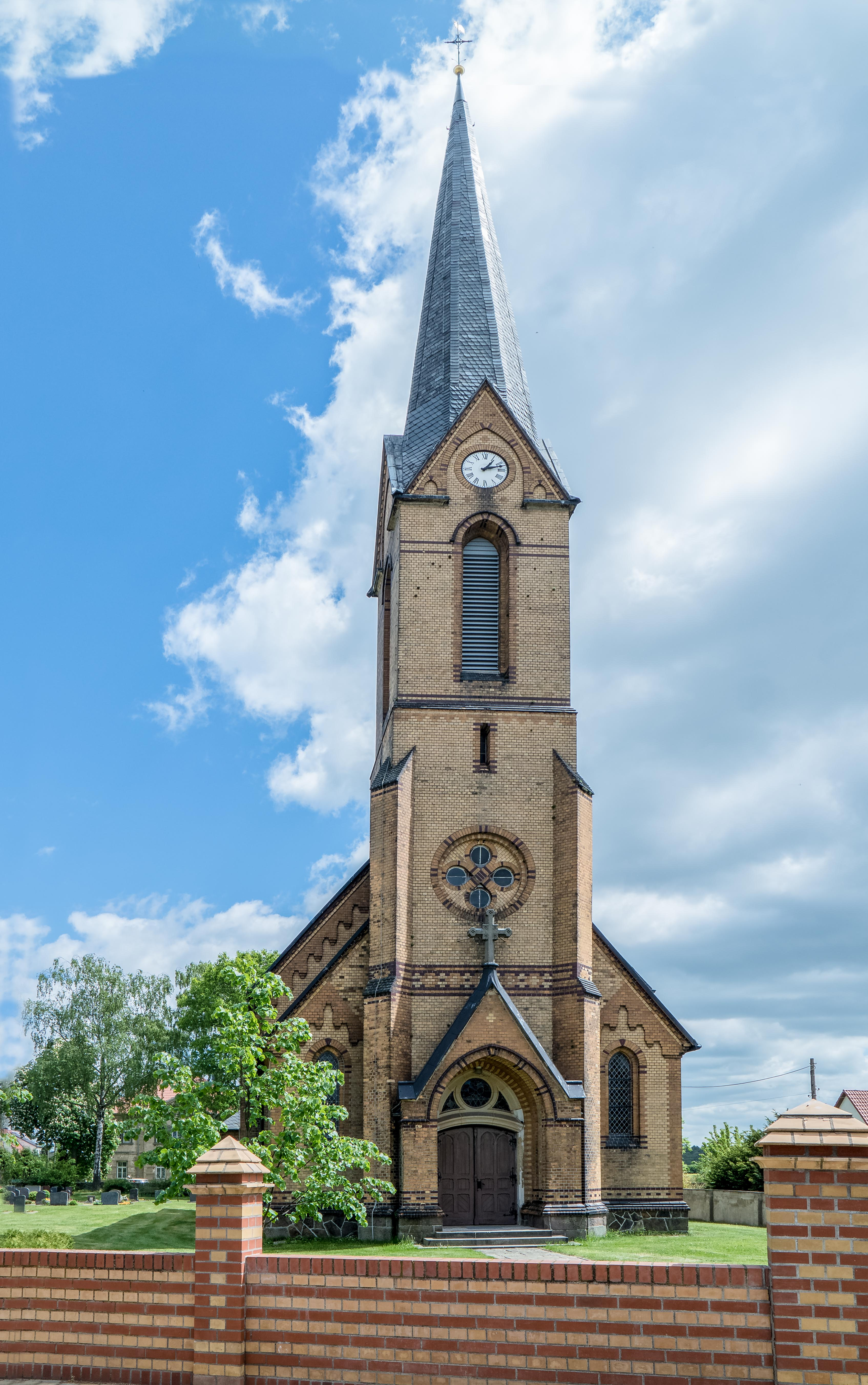
Katharinenkirche in Kreinitz (2015)
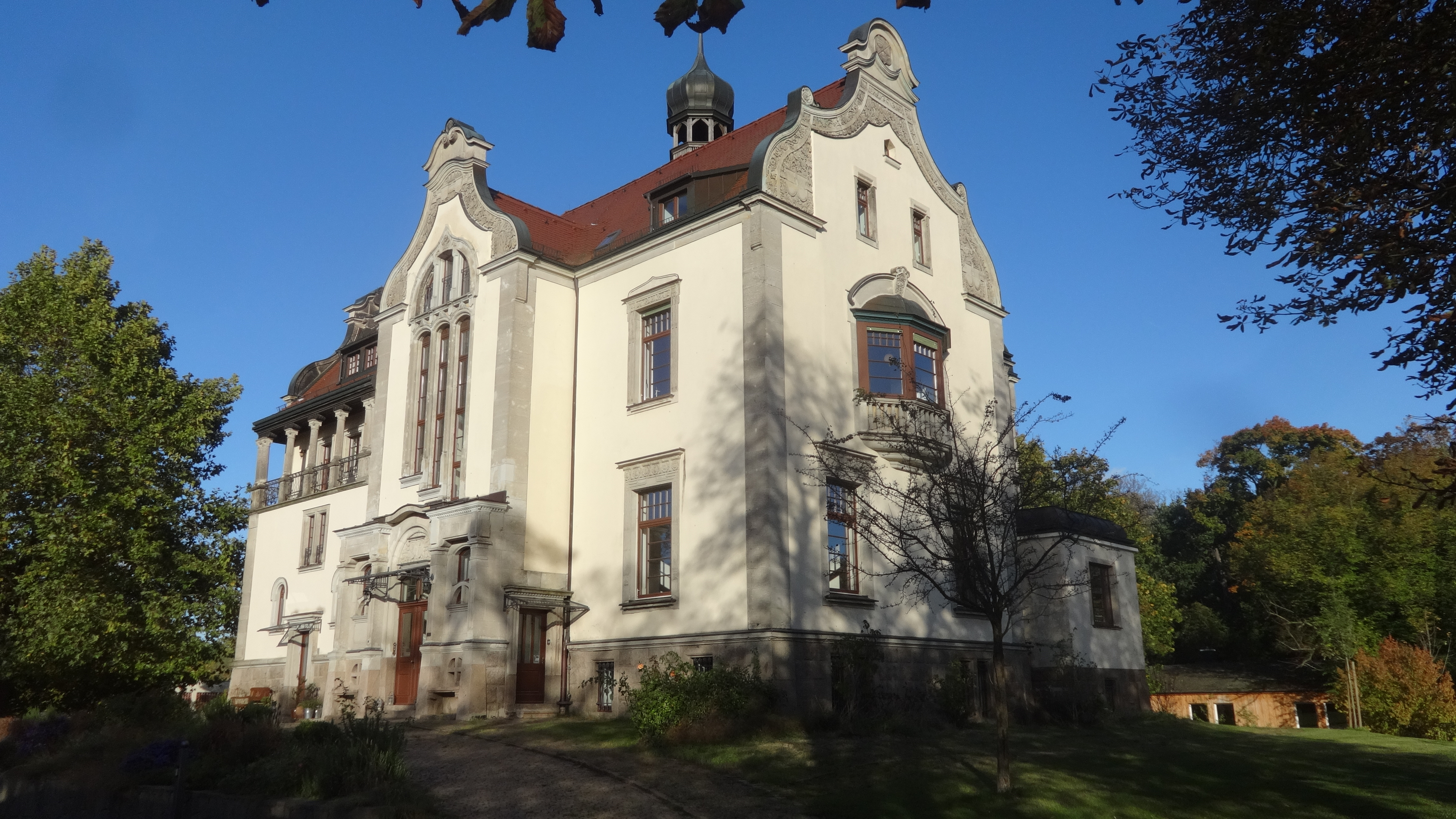
Villa Mädler in Leipzig-Leutzsch (2017)
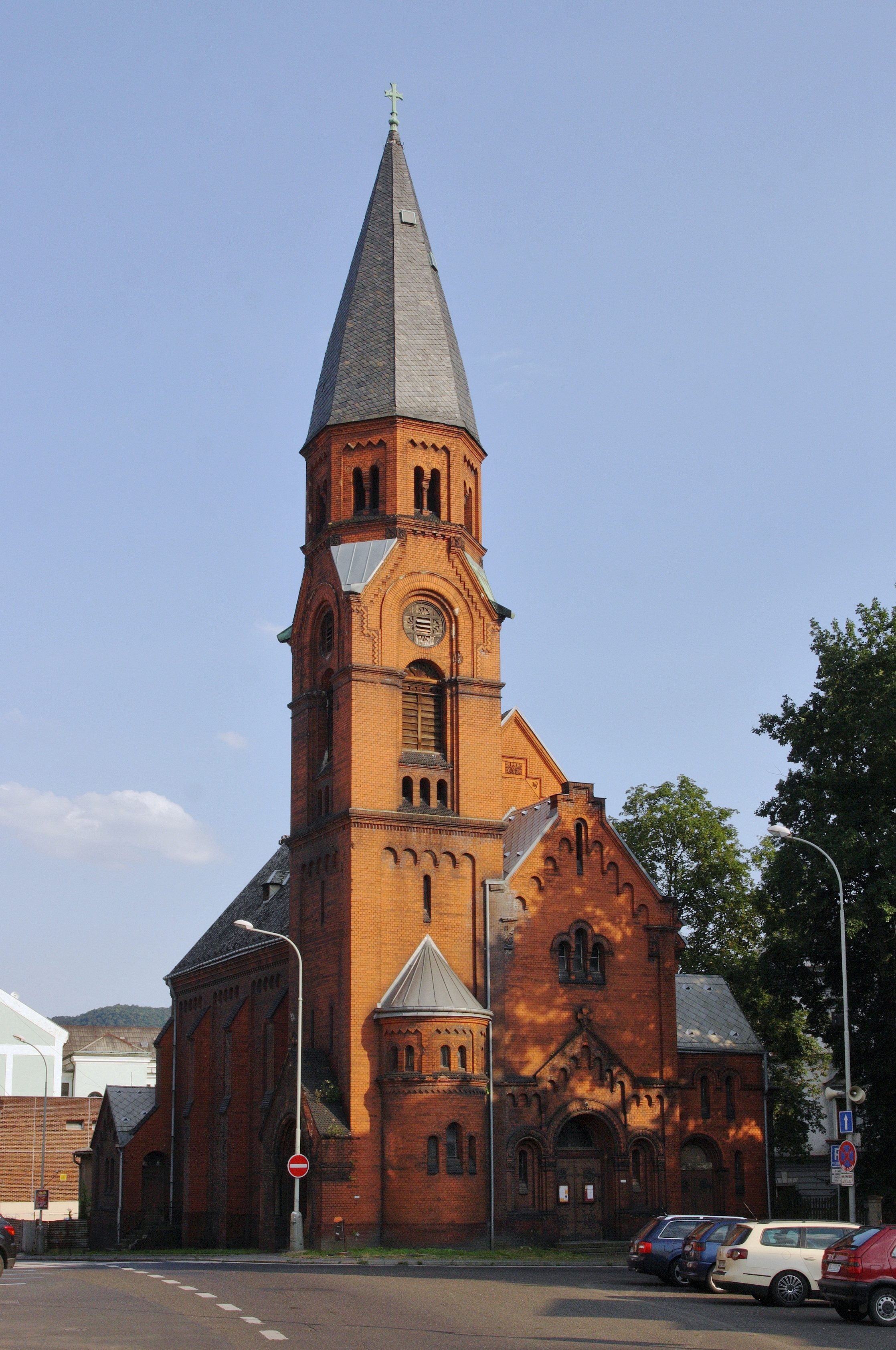
Pauluskirche in Aussig (2018)
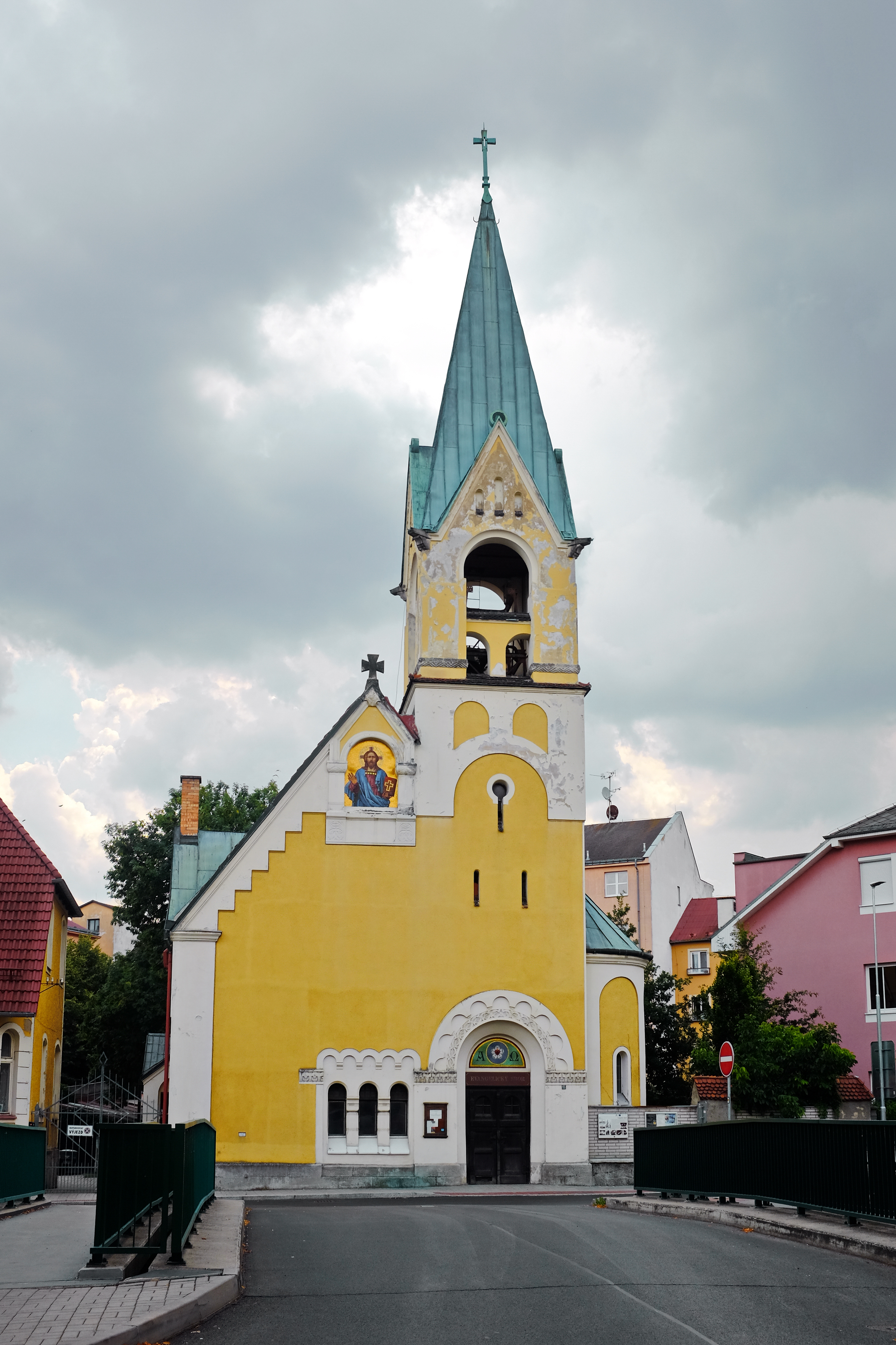
Thomaskirche in Falkenau (2020)
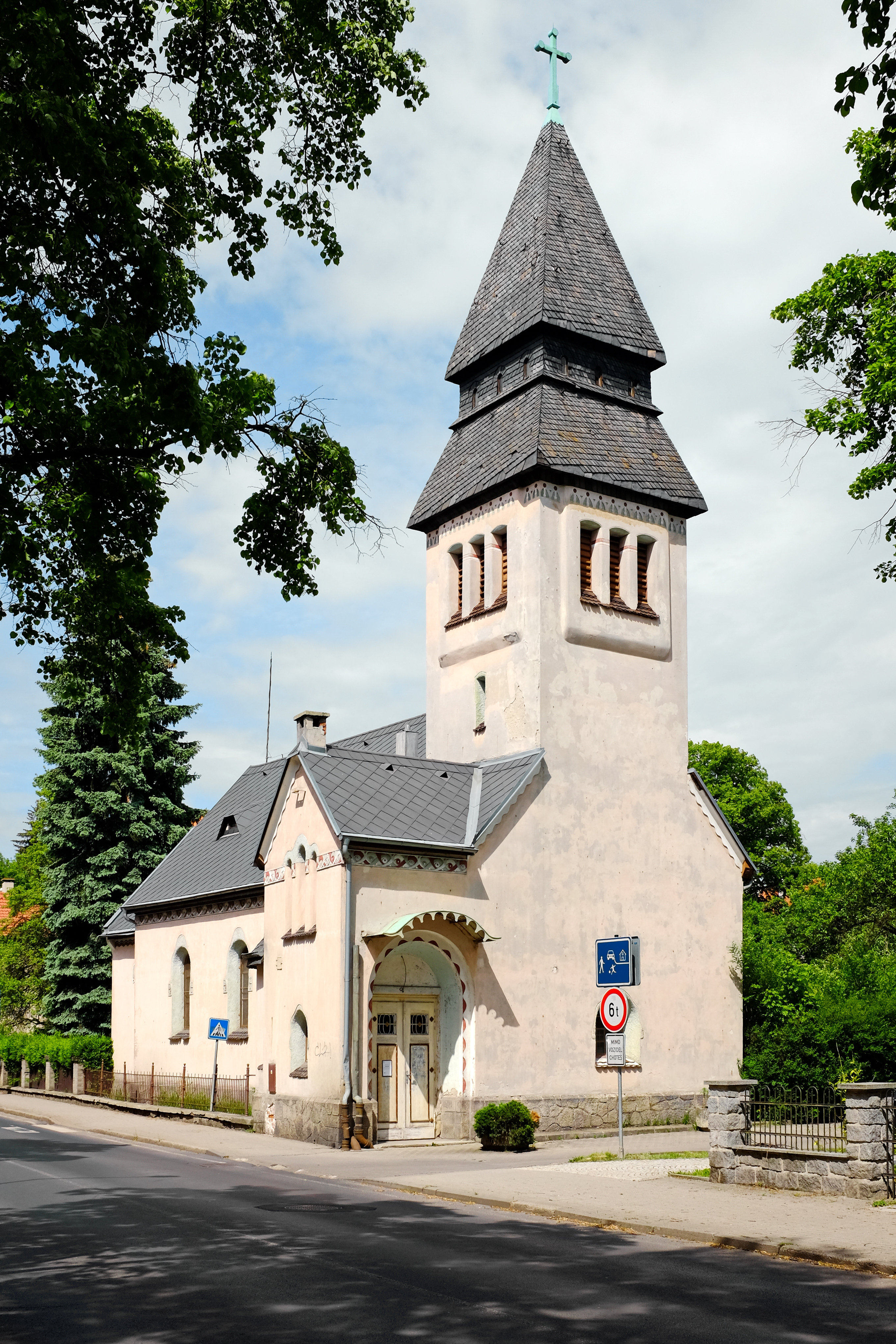
Evangelische Kirche in Chodau (2021)
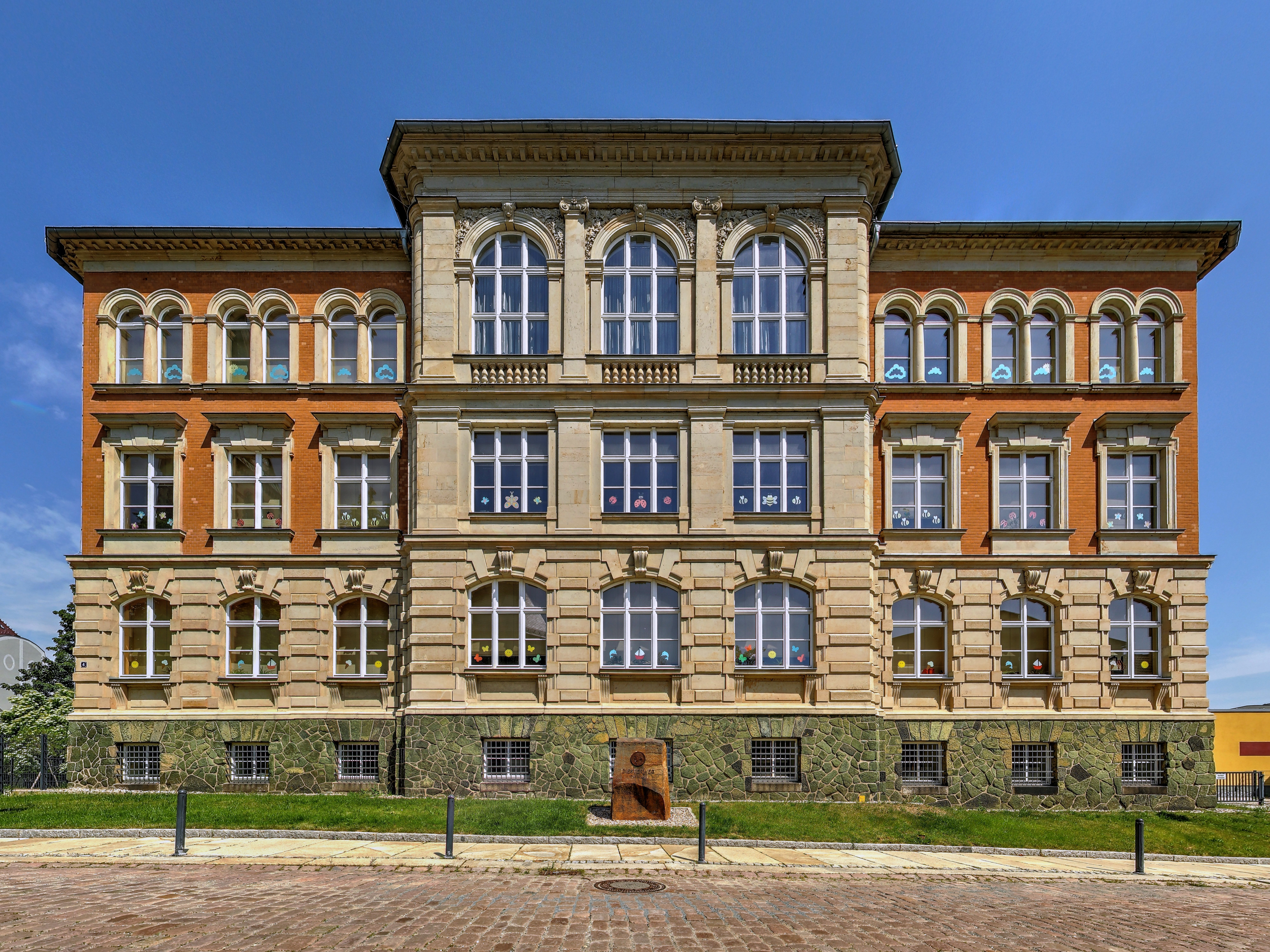
Diesterwegschule in Geringswalde (2021)
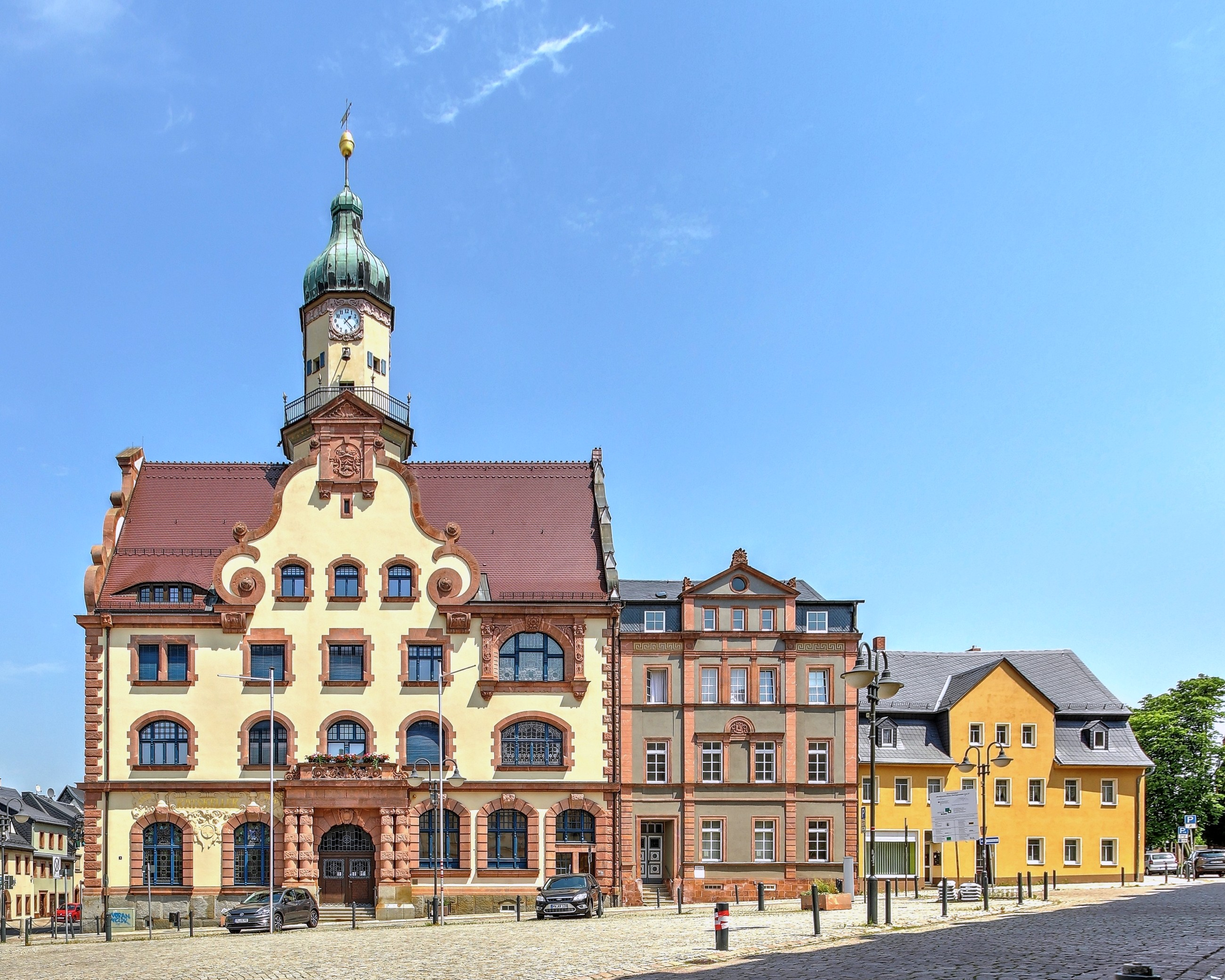
Neues Rathaus (links) in Geringswalde (2021)

Innengestaltung
- 1911: St.-Moritz-Kirche in Taucha